# 福岡秀広
福岡 秀広（ふくおか ひでひろ、1950年6月22日 - ）は、千葉県出身の放送作家。
放送作家集団ライターズ・オフィスを主宰。盟友青島幸男とともに2001年の第19回参議院議員通常選挙に第二院クラブから出馬も落選。現在はテレビ朝日アスク、ワタナベコメディスクールで講師を務め、テレビ・ラジオ番組の制作にも携わっている。また日本放送作家協会常務理事を務める。

## 略歴
- 1971年：大学在学中より放送作家として活動を開始
- 1974年：大橋巨泉事務所に放送作家として所属
- 1984年：大橋巨泉事務所より独立
- 1986年：株式会社ライターズ・オフィス設立
- 1994年：秋元康事務所に出向
- 1996年：株式会社ライターズ・オフィスに復帰現在に至る

## 主な構成番組・他
- アップダウンクイズ（毎日放送）
- わが子はアイスキャンディー (TBS) 月間ギャラクシー賞受賞
- 東京音楽祭 (TBS)
- クイズ100人に聞きました (TBS)
- わいわいスポーツ塾 (TBS)
- 象印クイズ ヒントでピント (テレビ朝日)
- ヤング歌謡大賞・新人グランプリ（朝日放送）
- サンデーモーニング (TBS)
- クイズ悪魔のささやき (TBS)
- しあわせ家族計画 (TBS)
- 筋肉番付 (TBS)
- 体育王国 (TBS)
- ゴールデンマッスル (TBS)
- ZONE (TBS)
- 青島幸男のママを尋ねて3000軒 (TBSラジオ)
- スポーツマンNo.1選手権 (TBS)
- SASUKE (TBS)
- オールスター感謝祭 (TBS)
- 星野仙一物語 (TBS)

## 著書
- 2001年 絵本「いのり」
- 2004年 「万里子のいのり」